# Foot-Ball Club Juventus 1924-1925
Questa voce raccoglie le informazioni riguardanti il Foot-Ball Club Juventus nelle competizioni ufficiali della stagione 1924-1925.

## Stagione
All'inizio della stagione 1924-1925, la Juventus acquistò il centrocampista ungherese József Viola e l'attaccante Pietro Pastore che, a quindici anni d'età, fu il debuttante più giovane della storia bianconera; inoltre, venne formalizzato il tesseramento di Virginio Rosetta dalla Pro Vercelli, avvenuto de facto nella stagione precedente ma bloccato da una querelle giudiziaria. La squadra, con le 14 reti dell'ala destra Federico Munerati, raggiunse il secondo posto (a pari merito con la Pro Vercelli) del secondo raggruppamento del campionato, a due punti dal Bologna capolista, poi vincitore del campionato. In questa stagione è morto il mediano bianconero Giuseppe Monticone, a causa di un aneurisma.
A livello societario, la società torinese organizza i quadri manageriali assegnando precisi compiti ai vari dirigenti.

## Divise
| Casa | 1ª portiere | 2ª portiere |

## Rosa
| N. |                   | Ruolo | Calciatore               |
| -- | ----------------- | ----- | ------------------------ |
|    | Italia (bandiera) | P     | Gianpiero Combi          |
|    | Italia (bandiera) | D     | Antonio Bruna            |
|    | Italia (bandiera) | D     | Angelo Ferrara           |
|    | Italia (bandiera) | D     | Guido Gianfardoni        |
|    | Italia (bandiera) | D     | Osvaldo Novo             |
|    | Italia (bandiera) | D     | Ugo Rasetto              |
|    | Italia (bandiera) | D     | Virginio Rosetta         |
|    | Italia (bandiera) | C     | Giovanni Barale          |
|    | Italia (bandiera) | C     | Carlo Bigatto (capitano) |
|    | Italia (bandiera) | C     | Giuseppe Grabbi          |

| N. |                     | Ruolo | Calciatore         |
| -- | ------------------- | ----- | ------------------ |
|    | Italia (bandiera)   | C     | Giuseppe Monticone |
|    | Italia (bandiera)   | C     | Silvio Perotti     |
|    | Ungheria (bandiera) | C     | József Viola       |
|    | Italia (bandiera)   | A     | Luigi Ferrero      |
|    | Italia (bandiera)   | A     | Gaetano Gallo      |
|    | Italia (bandiera)   | A     | Giorgio Gambino    |
|    | Italia (bandiera)   | A     | Giuseppe Giriodi   |
|    | Italia (bandiera)   | A     | Federico Munerati  |
|    | Italia (bandiera)   | A     | Pietro Pastore     |

## Risultati

### Prima Divisione

#### Girone di andata
| 5 ottobre 1924 1ª giornata |  | – Turno di riposo Juventus |  |  |

| Arbitro: | Ferro (Milano) |

|                      |           |                |
| Gambino 1’ Viola 69’ | Marcatori | 55’ Vassarotti |

| Arbitro: | Fries (Milano) |

|           |           |            |
| Cappa 55’ | Marcatori | 5’ Gambino |

| Arbitro: | Dani (Genova) |

|                                                       |           |                                   |
| Rosetta 26’ Munerati 34’ Pastore 53’, 60’ Gambino 78’ | Marcatori | 1’ Ostromann 70’ Papa 87’ Savelli |

| Arbitro: | Salvagno (Trieste) |

|  |           |             |
|  | Marcatori | 72’ Pastore |

| Arbitro: | Barnabò (Milano) |

|                        |           |              |
| Pastore 5’ Rosetta 86’ | Marcatori | 85’ Genovesi |

| Arbitro: | Merani (La Spezia) |

|  |           |                           |
|  | Marcatori | 7’ Rosetta 45’ M. Ferrero |

| Arbitro: | Pinasco (Genova) |

|                          |           |                          |
| Magnozzi 8’ Scazzola 76’ | Marcatori | 20’ Munerati 47’ Gambino |

| Torino 14 dicembre 1924, ore 14:30 CET 9ª giornata | Juventus         | 0 – 0 referto | Pro Vercelli | Campo Juventus\| Arbitro: \| A. Gama (Milano) \| |
| Arbitro:                                           | A. Gama (Milano) |               |              |                                                  |

| Arbitro: | Livraghi (Milano) |

|                                   |           |             |
| Rosetta 3’, 18’ Munerati 29’, 88’ | Marcatori | 79’ Merlini |

| Arbitro: | Bistoletti (Milano) |

|              |           |  |
| Munerati 23’ | Marcatori |  |

| Arbitro: | Trezzi (Milano) |

|                         |           |             |
| Fagiuoli 1’ Vecchina 5’ | Marcatori | 32’ Rosetta |

| Arbitro: | Franciosini (Modena) |

|                             |           |                         |
| G. Capra 14’ Baloncieri 85’ | Marcatori | 5’ Munerati 34’ Rosetta |

#### Girone di ritorno
| 1° febbraio 1925 14ª giornata |  | – Turno di riposo Juventus |  |  |

| Arbitro: | A. Crivelli (Milano) |

|  |           |                          |
|  | Marcatori | 24’ Munerati 42’ Rosetta |

| Arbitro: | Lerni (Torino) |

|              |           |                |
| Munerati 81’ | Marcatori | 73’ Meneghetti |

| Milano 22 febbraio 1925, ore 14:50 CET 17ª giornata | Milan             | 0 – 0 referto | Juventus | Campo di viale Lombardia\| Arbitro: \| Alfieri (Bologna) \| |
| Arbitro:                                            | Alfieri (Bologna) |               |          |                                                             |

| Arbitro: | G. Crivelli (Milano) |

|                               |           |  |
| Munerati 48’, 53’ Gambino 83’ | Marcatori |  |

| Arbitro: | Mauro (Milano) |

|                        |           |              |
| Pozzi 49’ Martelli 87’ | Marcatori | 53’ Munerati |

| Arbitro: | Pinasco (Genova) |

|                  |           |              |
| Pastore 21’, 37’ | Marcatori | 39’ Bellolio |

| Arbitro: | Sanguineti (Genova) |

|                       |           |  |
| Barale 9’ Rosetta 49’ | Marcatori |  |

| Arbitro: | Dani (Genova) |

|                                    |           |             |
| Piccaluga 64’ (rig.) Ardissone 78’ | Marcatori | 30’ Rosetta |

| Sampierdarena 19 aprile 1925 23ª giornata | Sampierdarenese     | 0 – 0 referto | Juventus | Stadio di Villa Scassi\| Arbitro: \| Bistoletti (Milano) \| |
| Arbitro:                                  | Bistoletti (Milano) |               |          |                                                             |

| Genova 26 aprile 1925, ore 15:00 CET 24ª giornata | Andrea Doria     | 0 – 0 referto | Juventus | Campo sportivo della Cajenna\| Arbitro: \| Mancini (Milano) \| |
| Arbitro:                                          | Mancini (Milano) |               |          |                                                                |

| Arbitro: | Dani (Genova) |

|  |           |                           |
|  | Marcatori | 8’ A. Busini 75’ Vecchina |

| Arbitro: | Livraghi (Milano) |

|                        |           |  |
| Munerati 10’, 17’, 86’ | Marcatori |  |